# Teenage Love
Teenage Love (с англ. — «Подростковая любовь») — пятый студийный альбом российского хип-хоп-исполнителя Lizer, выпущенный 27 июля 2018 года на его же лейбле. Так же в начале этого месяца был выпущен клип на песню «Панк рок мальчик», а через несколько недель сам альбом. Хип-хоп-портал The Flow поместил альбом на 16 строчку «50 отечественных альбомов 2018».

## Критика
Сергей Мезенов из Colta.ru рецензирует альбом так:

Его тексты (Lizer’а) — максимально простодушный монолог 20-летнего парня с артистическими наклонностями, которого бесконечно разрывает на части от мыслей об успехе, творчестве, смерти, любви, правильной жизненной позиции и прочей смертельно важной в 20 лет ерунде и бросает за минуту от депрессии («Смерть уже близко») к эйфории («Все ещё впереди, старость, отсоси»). Музыкально он с похожим простодушием собирает на свою пластинку всю ту музыку, что ему кажется крутой, — немного рока («Мы не любим русский рэп, ведь мы не у**аны»), немного синтетического зудения а-ля «Пошлая Молли», много импортного модного рэпа.

Исполнитель столкнулся в центре скандала, связанного с плагиатом. Внимательные слушатели обвинили его в плагиате его сингла «Панк рок мальчик» у которого многого схожего с «Punk Rock Boy» группы Boyfriendz, написанным её участником Лил Аароном. Выяснилось, что Арсен писал музыкантам в Direct, признаваясь, что вдохновила его их песня. Аарон увидев это сообщение, написал в Твиттере так:

«Интересный поворот. Я не видел это сообщение, пока не тегнул его в Instagram-Stories. Lizer, назови уже свой трек кавером» — Аарон
Оригинальный текст (англ.)An interesting twist... i didnt see this dm til i tagged him in my story.Lizer just call it a cover at this point

Вскоре, Lizer признался, что он многое позаимствовал у «Punk Rock Boy»

«Хочу сказать только одно. Мне стыдно. И перед самим собой, и перед моей аудиторией. Это максимально дерьмовый поступок. Такое у многих бывает. Когда тебе дико что-то нравится, ты на эмоциях закрываешь на всё глаза: хочется ведь это сделать. Но надо понимать свои масштабы. Я понимал, что-то такое будет. Интернет большой и есть дофига людей, которые знают этот трек. Но мне настолько понравился звук и припев, что очень хотелось его сделать. И это моя ошибка. Больше не позволю себе такого, надо с этим заканчивать» — Арсен

Через месяц после событий «Teenage Love» был удален со всех площадок-включая клип, из-за нарушений авторских прав. Но все же альбом был восстановлен, но без трека «Панк рок мальчик» как в альбоме, так и в клипе.

## История
Изначально релиз назывался «Обычная жизнь обычного подростка», выход которого был назначен на 7 сентября  2018 года.
13 марта выходит новый сниппет трека «Панк-рок-мальчик»
14 апреля Арсен опубликовывает сниппет трека «Спичка». Следующий отрывок выходит 3 мая.
А также в мае происходит слив двух демо-версий треков: уже показанный «Спичка», в котором есть новый отрывок куплета, и новый трек «На сцене».
3-4 июля 2018 года в сеть неизвестные слили три трека с релиза:  «Спичка», «Пачка сигарет» и «Правда». Вместе с треками в сеть попала обложка релиза.
17 июля 2018 года в сеть проникают четыре трека: «Гратата», «Бывшая», «Никаких друзей» и «Убьют за нас».
С 24 по 25 оставшиеся треки слили в сеть. «Послушай», «На сцене», «Пойдём гулять», «Птицы улетают на юг», «Правда», «Всем отцам и матерям», «Выход есть всегда», «Последний».
6 июля состоялась премьера клипа на «Панк-рок-мальчик» Видеоработа была наполнена эстетикой поп-панка  а также на всех музыкальных площадках появился предзаказ альбома, дата выхода которого — 7 сентября.
16 июля состоялась премьера «Пачки сигарет».
27 июля вышел альбом.

## Список композиций
| №                   | Название               | Музыка              | Длительность |
| ------------------- | ---------------------- | ------------------- | ------------ |
| 1.                  | «Послушай» (Скит)      |                     | 1:18         |
| 2.                  | «Пачка сигарет»        | Boyfifty            | 2:48         |
| 3.                  | «На сцене»             | Ocean B             | 2:25         |
| 4.                  | «Пойдем гулять»        | Ocean B             | 3:15         |
| 5.                  | «Гратата»              | Breezey Muzik       | 3:37         |
| 6.                  | «Птицы улетают на юг»  | Ocean B             | 3:29         |
| 7.                  | «Бывшая»               | Ocean B             | 3:23         |
| 8.                  | «Никаких друзей»       | Breezey Muzik       | 3:36         |
| 9.                  | «Убьют за нас»         | Mega Beats          | 3:48         |
| 10.                 | «Спичка»               | Young Taylor        | 3:00         |
| 11.                 | «Правда»               | Ocean B             | 3:01         |
| 12.                 | «Всем отцам и матерям» | CorMill             | 3:07         |
| 13.                 | «Выход есть всегда»    | Ocean B             | 3:23         |
| 14.                 | «Последний»            | Ocean B             | 3:25         |
| Общая длительность: | Общая длительность:    | Общая длительность: | 47:04        |

## Чарты
| Чарты (2018)         | Высшая позиция |
| -------------------- | -------------- |
| Россия (Apple Music) | 10             |